# Mu Centauri
Mu Centauri (μ Centauri / μ Cen) è una stella variabile nella costellazione del Centauro di magnitudine apparente media +3,46 e distante 505 anni luce dal sistema solare. Nell'astronomia cinese era conosciuta, insieme a ν Centauri, con il nome di Wei. Posta alla declinazione di -42° S è una stella dell'emisfero australe, dal quale la sua osservazione è facilitata, nonostante essa sia visibile nell'emisfero nord fino alla declinazione +47° N.

## Osservazione
La sua posizione moderatamente australe fa sì che questa stella sia osservabile specialmente dall'emisfero sud, in cui si mostra alta nel cielo nella fascia temperata; dall'emisfero boreale la sua osservazione risulta invece più penalizzata, specialmente al di fuori della sua fascia tropicale. Nonostante la sua natura di variabile, la stella è visibile anche da centri urbani medio-piccoli.
Il periodo migliore per la sua osservazione nel cielo serale ricade nei mesi compresi fra fine marzo e agosto; nell'emisfero sud è visibile anche verso l'inizio della primavera, grazie alla declinazione australe della stella, mentre nell'emisfero nord può essere osservata in particolare durante i mesi tardo-primaverili boreali.

## Caratteristiche fisiche
Mu Centauri è una stella azzurra di sequenza principale; la sua classe spettrale, B2Vnpe, indica che è anche una stella peculiare, per l'abbondanza di elementi pesanti visibili nel suo spettro. Come molte stelle di questa classe, è anche una stella Be, per la presenza di un disco circumstellare dovuto alla alta velocità di rotazione su se stessa unità ad un forte campo magnetico.
Mu Centauri ha una massa oltre 9 volte quella solare, un raggio 5,5 volte superiore ed è 7180 volte più luminosa del Sole, mentre la sua età è di circa 20 milioni di anni. È anche una stella variabile del tipo Gamma Cassiopeiae, in quanto la sua magnitudine varia da +2,92 a +3,47 in periodi non ben definiti